# Gmina Labinot-Mal
Gmina Labinot-Mal (alb. Komuna Labinot-Mal) – gmina  położona w środkowej części Albanii. Administracyjnie należy do okręgu Elbasan w obwodzie Elbasan. W 2011 roku populacja gminy wynosiła 5291 w tym 2620 kobiet oraz 2671 mężczyzn, z czego Albańczycy stanowili 96,75% mieszkańców.
W skład gminy wchodzi dziesięć miejscowości: Labinot-Mal, Gur i Zi, Sericë, Lamolle, Benë, Lugaxhi, Qafë, Qerret, Shmil, Dritas.